# Fronta nacionalnog oslobođenja Južnog Vijetnama (FLN)
Fronta nacionalnog oslobođenja Južnog Vijetnama (FLN) ili Viet Cong (vijetnamski: Mặt Trận Dân Toc Giải Phong Miễn Nam; engleski: National Front for the Liberation of Southern Vietnam) bila je politička organizacija gerilskih pobunjenika na području Južnog Vijetnama, a dijelom i u Laosu i Kambodži. Vjerski, etnički i politički je bila heterogena, ali pod dominacijom Komunističke partije. Osnovana je 1960., a 1977. službeno raspuštena.
Njezini su ciljevi bili uspostava komunizma i borba protiv američki orijentirane vlade Republike Vijetnam (Južni Vijetnam) tijekom rata u Vijetnamu.

## Metode
Glavna uporišta vijetkonga bila su područja koja su prethodno bila pod nadzorom Viet Minha i područja Riječne delte Mekonga u kojima su ranije vladale razne sekte.
U drugim područjima vijetkong je tek morao zaživjeti. Pri tome je mjesno stanovnistvo poticano ili prisiljavano na pružanje utočišta ili raznih kurirskih usluga. Vijetkongovi su borci također organizirali političke tečajeve gdje je podučavano čitanje i pisanje. U zabačenim planinskim područjima blizu granice s Kambodžom bili su uspješniji nego u urbanim dijelovima zemlje.:str 73.
Rat su prije svega koristiti kako bi dobili naklonost i veću podršku mjesnog stanovništva. Vietkong je djelovao terorističkim prepadima ili atentatima na državne dužnosnike. Što je vladu tjeralo na povećanje nazočnosti svojih vojnika, što je pak dovelo do nelagode među stanovništvom, koja je moralo hraniti i uzdržavati te vojnike. Vijetkong je potom silom oružja prisiljavao vladine snage i dužnosnike na povlačenje nakon čega bi oni preuzimali njihovo mjesto. Ako je vlast odlučila izvesti vojni protuudar, često su nastajale žestoke borbe što je dovodilo do stradnja naselja.
To bi međutim potaknulo stanovništvo da se napokon priključi vijetkongu. Vijetkong je nasilnim metodama novačio borce i prisiljavao na suradnju civilno stanovništvo, koje se je u konačnici našlo između dvije bojišnice.:str 74.

## Politika
Nakon zauzimanja mjesta Viet Cong je postavljanjem mjesnih službenika i njima odanih osoba na važnija mjesta učvršćivao svoj položaj. 
Tada su provodili zemljišnu reformu, poljoprivrednici su dolazili u posjed zemlje za koju su morali plaćati svake godine, samo 10 % poreza (za koju je prethodna Diem vlast je trazila 20 do 40 %)
Usvojeni su statuti od dvanaest pravila koja su trebala biti usvojena za održavanje reda i iznad svega podgrijavaja mržnje protiv "Američkih imperijalista". 
To je uključivalo i političke tečajeve. Nadalje, osobito nakon 1965. su povećani porezi za financiranje rata.:str 74.-76.

## Vanjske poveznice
|  | Zajednički poslužitelj ima još gradiva o temi Fronta nacionalnog oslobođenja Južnog Vijetnama (FLN) |